# Пустоше
Пустоше (серб. Пустоше / Pustoše) — село в общине Власеница Республики Сербской Боснии и Герцеговины. Население составляет 307 человек по переписи 2013 года.